# زرود (موضع تاريخي)
زرود ( أيضاً زرود العتيقه، ومحلياً تسمى أيضاً شامة زرود و شامات زرود) موضع تاريخي ومنزل ومنهل ماء قديم في شرق منطقة حائل في المملكة العربية السعودية. من أشهر منازل ومناهل العرب في الجاهلية, ولهم فيها أيام مشهورة. كانت على درب الحيرة القديم والذي أصبح يعرف بدرب زبيدة، من أشهر منازل الحاج العراقي القادم من الكوفة لمكة المكرمة. عسكر فيها سعد بن أبي وقاص رضي الله عنه مع جيشه وهو في طريقه إلى القادسية سنة 14هـ بأمر عمر بن الخطاب رضي الله عنه، نزلها الحسين رضي الله عنه في طريقة إلى كربلاء. توقف عليها كثير من مشاهير العراق منهم الخليفة العباسي هارون الرشيد.

## التسمية
هناك قولان في أصل تسمية زرود ذكرهما الحموي بإسهاب:
- الأول: أن أصل تسمية زرود هو أن زرود والشّقره والرّبذه من بنات يثرب بن قانيه بن مهليل بن رخام بن عبيل أخي عوض بن إرم بن سام بن نوح.
- القول الثاني: فهو من جهة أصل معنى الكلمة، فيعتقد أنها سميت زرود لابتلاعها المياه التي تمطرها السحائب لأنّها أرض وكثبان رملية.

في معاجم اللغة:
الزرد: هو البلع.
زرَد فلان فلان: أي خنقه.
وزَرِدَ اللقمة يَزْرَدُها زَرْداً: أي بلعها.
جمل زرود: أي بلوع.
وعليه فالزرد قد يعني: البلع أو الخنق.
ولا تزال زرود حتى اليوم تحتفظ بتسميتها القديمة، ولها استخدام لغوي أيضاً في لهجة أهل البلدات التي تقع بجانب زرود اليوم عند أهل بقعاء، والجثياثة، والأجفر, للدعاء على العدو مثلاً: «يا مال الزرد»: أي أصابك الاختناق.

## الموقع الجغرافي
تقع زرود بين كثبان رمل من رمال المظهور في شرق منطقة حائل في المملكة العربية السعودية في نطاق محافظة بقعاء, 160 كم شمال شرق مدينة حائل, 20كم في شرق مدينة بقعاء.
أما ما جاء عند أهل البلدانيات في وصفها، فزرود موضع, وحبل أو حبلي رمل, ووهده في بسيط من الأرض فيها رمال منهاله من منازل حاج الكوفة. قال أحدهم:
وزرود هي إحدى محطات الطريق التجاري الشتوي (حائل-البصرة) وهي كالتالي:«حائل - الصدير - زرود - الزبيرة - البشوك - حفر الباطن - الجهرة - الزبير - البصرة»